# Битка при Нанси
Битката при Нанси (на френски: Bataille de Nancy) се състои на 5 януари 1477 г. като последен епизод от Бургундските войни. В нея набързо събраната бургундска армия на херцог Шарл Смели (около 10 000 души) е разгромена от значително превъзхождащи лотарингско-швейцарски сили, а Шарл Смели загива. Битката бележи края на забележителното Бургундско херцогство, тъй като то остава без мъжки наследник и преминава в ръцете на австрийските Хабсбурги.

## Предистория
От началото на Бургундските войни Шарл Смели търпи постоянни поражения. Изправен срещу коалиция между швейцарските кантони (най-вече Берн) и лотарингския херцог Рене ІІ, която е поддържана от френския крал Луи ХІ, той се оказва неспособен да ѝ се противопостави. При Ерикур, Грансон и Мюртен той трябва да отстъпва и дори да спасява живота си с бягство.
След загубата при Грансон Шарл събира нова армия. И тъй като вече е наясно с отличните качества на швейцарските войници, предпочита този път да нанесе удар на Лотарингия. През зимата на 1476 г. в отсъствието на Рене ІІ обсажда столицата Нанси. Въпреки тежките зимни условия е решен да превземе града преди да дойде помощ. В първите дни на 1477 г. обаче срещу него се появява 19-20-хилядна войска, събрана от всичките му противници: повечето швейцарски кантони, няколко елзаски градове и логарингски контингент.

## Ход на битката
На 5 януари 1477 г. край Нанси вали обилен сняг. Анализирайки силите на противника, Шарл заема силна отбранителна позиция край река Мьорт. Докато основната част от съюзническата армия напредва челно към бургундската линия, авангардът извършва обходно движение отляво. Тази маневра остава незабелязана от бургундците или заради снега и мъглата, или заради гъстата растителност. Независимо от причината, Шарл не насочва никое от оръдията си на тази страна. Те така и не изиграват своята роля да внесат паника сред съюзниците. Атаката започва с три взрива, които служат за сигнал. Швейцарската конница на Джакобо Галеото успява да нахлуе при оръдията и да завземе позицията. Много скоро същинската битка приключва. Бургундската армия отстъпва в паника въпреки усилията на херцога да овладее строя. Когато един случаен изстрел го поваля, безредието става пълно. Да се отстъпи обаче се оказва трудна задача, защото бегълците вече са обградени. Част от тях опитват да преминат полузамръзналата река и се удавят. Други отчаяно се надяват да достигнат Мец – град, за който не са сигурни дали все още е приятелски. В следващите дни и селяните от региона се включват в избиването на бургундските войници.

## Значение
| „                        | Тази битка беше жалък край за херцога на Бургундия – доскоро най-страховитият принц, който можете да си представите и също най-обичаният от народа му. Затова не е чудно, че хората не повярваха в смъртта му... Напротив, наивно и глупаво те твърдяха, че се е измъкнал, може би в Германия, че там ще се отдаде за седем години на покаяние и после ще се върне с още по-голяма сила... | “ |
| (Из Хроника на град Мец) | |   |

С Шарл Смели приключва родът на бургундските владетели. Той оставя само една дъщеря – Мари Бургундска, омъжена за Максимилиан Хабсбург, син на германския император. Обширните владения на бургундците минават в Хабсбургски ръце. Този факт довежда до още една война, известна като Война за бургундското наследство, започната от Луи ХІ, за да не попаднат у враговете му изконни френски земи. По договора от 1482 г. Бургундското херцогство се връща в състава на Франция.